# AUM Fidelity
AUM Fidelity is een Amerikaans platenlabel uit New York, dat zich toelegt op het uitbrengen van platen van free jazz-muzikanten.
Het label werd in 1997 opgericht door Steven Joerg, die eerder voor Homestead Records werkte. Naast platen van freejazz-artiesten als William Parker, Matthew Shipp en David S. Ware bracht de maatschappij werk uit van onder meer Shrimp Boat, een improvisatie-rockband. Daarnaast distribueert het enkele andere labels: CaseQuarter, High Two en Riti.